# Juhani Mursu
Juhani Mursu (* 1940 in Oulu, Finnland) ist ein ehemaliger finnischer bzw. schwedischer Gewichtheber. Er gewann bei der Weltmeisterschaft 1969 in Warschau im Mittelgewicht zwei Medaillen.

## Werdegang
Juhani Mursu begann als Jugendlicher beim Sportclub Oulun Pyrintö mit dem Gewichtheben. Er entwickelte sich gut und schaffte 1963 im Mittelgewicht bereits 375 kg im olympischen Dreikampf. Die gleiche Leistung erzielte er auch bei der finnischen Meisterschaft 1964, bei der er mit dem 2. Platz erstmals auf das Siegespodest kam. In den folgenden Jahren entwickelte er sich leistungsmäßig weiter und wurde 1967 erstmals finnischer Meister im Mittelgewicht. Seine Leistung betrug dabei 390 kg (125-115-150). 1968 wurde er mit 397,5 kg wieder finnischer Meister. In diesem Jahr wurde er erstmals bei der Europameisterschaft, die in Leningrad stattfand eingesetzt. Er erreichte dort in dem starken Feld mit 395 kg (125-120-150) aber nur den 12. Platz. Für die Olympischen Spiele 1968 wurde er nicht nominiert.
Ein weiterer Leistungssprung gelang Juhani Mursu dann im Jahre 1969. Er wurde mit 417,5 kg erneut finnischer Meister und belegte beim Baltic-Cup in Zinnowitz, DDR, mit 440 kg (142,5-127,5-165) hinter Ewgeni Smirnow aus der UdSSR, der auf 450 kg kam, den 2. Platz. Bei der Welt- und Europameisterschaft des gleichen Jahres in Warschau kam er dann zum größten Erfolg in seiner Laufbahn. Er erzielte dort im Mittelgewicht im olympischen Dreikampf 437,5 kg (145-127,5-165) und belegte mit dieser Leistung im Gesamtergebnis den 3. Platz und gewann mit seiner Leistung von 145 kg im Drücken jeweils die Silbermedaille.
Nach dieser Meisterschaft kam Juhani Mursu auf Grund von Differenzen mit dem finnischen Gewichtheber-Verband zu keinen Einsätzen für Finnland bei den internationalen Meisterschaften mehr. Er trainierte aber weiter und erreichte 1970 im Mittelgewicht eine Zweikampfleistung von 445 kg und 1971 sogar von 465 kg (155-137,5-172,5). Zudem stellte er 1971 in Turku im beidarmigen Drücken einen neuen inoffiziellen Weltrekord auf.
Juhani Mursu, der neben der finnischen auch die schwedische Staatsangehörigkeit besitzt, entschloss sich daraufhin, zum schwedischen Gewichtheber-Verband zu wechseln, weil er seine internationale Karriere fortsetzen wollte. Er schloss sich deshalb dem schwedischen Verein Sandvikens Atletklubb an. Sein erster Einsatz in der schwedischen Nationalmannschaft verlief allerdings weniger glücklich, denn ihm unterliefen bei der Europameisterschaft 1972 in Constanța drei Fehlversuche im Stoßen, womit er bei dieser Meisterschaft unplatziert blieb.
Noch größeres Pech hatte er bei der Vorbereitung auf die Olympischen Spiele 1972 in München, denn vierzehn Tage vor Beginn der Spiele erlitt er im Training einen Achillessehnen-Abriss, womit er die Wettkämpfe in München nur vom Krankenlager aus verfolgen konnte.
Ab dem 1. Januar 1973 wurde vom Gewichtheber-Welt-Verband das beidarmige Drücken abgeschafft. Es gab ab diesem Zeitpunkt nur mehr den olympischen Zweikampf, bestehend aus beidarmigem Reißen und beidarmigem Stoßen. Durch diese Maßnahme wurde Juhani Mursu besonders stark betroffen, denn das beidarmige Drücken war ja seine Paradedisziplin. Nach seiner Genesung versuchte er 1974 seine Gewichtheber-Laufbahn fortzusetzen und kam bei der schwedischen Meisterschaft 1974 im Mittelgewicht mit 285 kg auf den 2. Platz. Er wurde auch bei der Europameisterschaft 1974 in Verona eingesetzt und kam dort im Mittelgewicht mit 290 kg (125–165) auf den 10. Platz.
Danach erzielte Juhani Mursu keine weiteren herausragenden Leistungen mehr und beendete 1980 seine Laufbahn. Er lebt heute wieder in Oulu.

## Erfolge
| Jahr | Platz | Wettbewerb                                | Gewichtsklasse | Ergebnisse |
| 1964 | 2.    | Finnische Meisterschaft                   | Mittel         | mit 375 kg (120-110-145), hinter Tauno Kare, 395 kg                                                                                |
| 1965 | 3.    | Finnische Meisterschaft                   | Mittel         | mit 375 kg, hinter Tauno Kare, 385 kg und Paavo Aho, 377,5 kg                                                                      |
| 1966 | 2.    | Finnische Meisterschaft                   | Mittel         | mit 385 kg (127,5-112,5-145), hinter Tauno Kare, 397,5 kg (125-122,5-150)                                                          |
| 1967 | 1.    | Finnische Meisterschaft                   | Mittel         | mit 390 kg (125-115-150), vor P. Salo, 377,5 kg                                                                                    |
| 1967 | 1.    | Skandinavische Meisterschaft in Stavanger | Mittel         | mit 395 kg, vor H. Rubert, Schweden, 372,5 kg                                                                                      |
| 1967 | 2.    | Baltic-Cup in Danzig                      | Mittel         | mit 380 kg (117,5-115-147,5), hinter Werner Dittrich, DDR, 430 kg                                                                  |
| 1968 | 1.    | Finnische Meisterschaft                   | Mittel         | mit 397,5 kg, vor Aaro Viitikko, 390 kg                                                                                            |
| 1968 | 12.   | EM in Leningrad                           | Mittel         | mit 395 kg (125-120-150); Sieger: Wiktor Kurenzow, UdSSR, 462,5 now, UdSSR, 460 kg                                                 |
| 1968 | 4.    | Baltic-Cup in Helsinki                    | Mittel         | mit 407,5 kg (132,5-120-155); Sieger: Jewgeni Smirnow, 455 kg                                                                      |
| 1969 | 1.    | Finnische Meisterschaft                   | Mittel         | mit 417,5 kg, vor Aaro Viitikko, 402,5 kg                                                                                          |
| 1969 | 2.    | Baltic-Cup in Zinnowitz                   | Mittel         | mit 440 kg (142,5-130-167,5), hinter Jewgeni Smirnow, 450 kg, vor Uwe Kliche, Bundesrepublik Deutschland, 422,5 kg                 |
| 1969 | 3.    | WM zugleich EM in Warschau                | Mittel         | mit 437,5 kg (145-127,5-165), hinter Wiktor Kurenzow, 467,5 kg (152,5-137,5-177,5) und Gábor Szarvas, Ungarn, 440 kg (130-135-175) |
| 1972 | unpl. | EM in Constanța                           | Mittel         | nach drei Fehlversuchen im Stoßen                                                                                                  |
| 1974 | 2.    | Schwedische Meisterschaft                 | Mittel         | mit 285 kg, hinter Eklöv, 295 kg                                                                                                   |
| 1974 | 10.   | EM in Verona                              | Mittel         | mit 290 kg (125–165); Sieger: Nedelcho Kolew, Bulgarien, 340 kg (152,5–187,5)                                                      |

## WM-Einzelmedaillen
- 1969 Silber im beidarmigen Drücken

## EM-Einzelmedaillen
- 1969 Silber im beidarmigen Drücken

Erläuterungen
- alle Wettkämpfe bis zum 31. Dezember 1972 im olympischen Dreikampf, bestehend aus beidarmigem Drücken, Reißen und Stoßen, seit 1. Januar 1973 im olympischen Zweikampf, bestehend aus beidarmigem Reißen und beidarmigem Stoßen
- WM = Weltmeisterschaft, EM = Europameisterschaft
- Mittelgewicht, Gewichtsklasse bis 75 kg Körpergewicht